# Copa Mundial de Béisbol Sub-12
La Copa Mundial de Béisbol Sub-12 es el campeonato mundial de béisbol sub-12 organizado por la Confederación Mundial de Béisbol y Sóftbol (WBSC) y su antecesor la Federación Internacional de Béisbol (IBAF). El campeonato se celebra cada dos años desde 2011 en Taiwán, la Selección de béisbol de Estados Unidos es la más ganadora con un total de 5 títulos hasta la edición de 2023.
La Copa Mundial se juega bajo las Reglas Internacionales de la WBSC. Las dimensiones de la reglamentación de los estadios de béisbol (distancia a la cerca del campo, el montículo de lanzamiento, los caminos de base, etc.) aumentan significativamente en comparación con las ligas juveniles locales, debido a la naturaleza superior y la fuerza de los jugadores involucrados.
Debido a que la Copa Mundial de Béisbol Sub-12 se considera un evento de "campeonato mundial", los resultados de los torneos afectan la Clasificación mundial de la WBSC.

## Resultados
| Año  | Sede final         |                | Medallistas  | Medallistas  | Medallistas          | Medallistas |
| Año  | Sede final         | Oro            | Plata        | Bronce       | 4° lugar             |             |
| 2011 | República de China | China Taipéi   | Cuba         | Venezuela    | México               |             |
| 2013 | República de China | Estados Unidos | China Taipéi | Japón        | Venezuela            |             |
| 2015 | República de China | Estados Unidos | China Taipéi | Nicaragua    | Cuba                 |             |
| 2017 | República de China | Estados Unidos | China Taipéi | México       | Japón                |             |
| 2019 | República de China | China Taipéi   | Japón        | Cuba         | Corea del Sur        |             |
| 2021 | República de China | Estados Unidos | Venezuela    | China Taipéi | República Dominicana |             |
| 2023 | República de China | Estados Unidos | China Taipéi | Venezuela    | Japón                |             |

## Medallero histórico
| Posición | País           | Oro | Plata | Bronce | Total |
| -------- | -------------- | --- | ----- | ------ | ----- |
| 1        | Estados Unidos | 5   | 0     | 0      | 5     |
| 2        | China Taipéi   | 2   | 4     | 1      | 7     |
| 3        | Venezuela      | 0   | 1     | 2      | 3     |
| 4        | Cuba           | 0   | 1     | 1      | 2     |
| 5        | Japón          | 0   | 1     | 1      | 2     |
| 6        | Nicaragua      | 0   | 0     | 1      | 1     |
| 7        | México         | 0   | 0     | 1      | 1     |

China Taipéi es la designación oficial de la WBSC para el equipo representante del Estado oficialmente referido como República de China, más comúnmente llamado Taiwán. (Véase también Estatus político de la República de China para más detalles.)